# John Q
Pour plus de détails, voir Fiche technique et Distribution.
John Q. est un film américain de Nick Cassavetes, sorti en 2002.

## Synopsis
John Quincy Archibald a toujours veillé sur sa femme et Michael, son fils de 9 ans. Le jour où ce dernier est emmené d'urgence à l'hôpital à la suite d'un malaise, tout l'univers de John bascule. Pour avoir une chance de survivre, l'enfant doit subir une transplantation cardiaque et l'assurance ne couvrira pas les frais de l'opération. Désespéré, John décide de prendre l'hôpital en otage.

## Fiche technique
- Titre : John Q.
- Titre original : John Q.
- Réalisation : Nick Cassavetes
- Scénario : James Kearns
- Musique : Aaron Zigman
- Photographie : Rogier Stoffers
- Montage : Dede Allen
- Décors : Stefania Cella
- Costumes : Beatrix Aruna Pasztor
- Direction artistique : Thomas Carnegie et Elis Lam
- Production : Mark Burg et Oren Koules
  - Producteurs délégués : Michael De Luca, Avram « Butch » Kaplan et Richard Saperstein
  - Coproducteurs délégués : Howard Burkons, Dale De La Torre
  - Coproducteurs : Mathew Hart, James Kearns et Hillary Sherman
- Sociétés de production : New Line Cinema, Burg/Koules Productions et Evolution Entertainment
- Société de distribution :  États-Unis - New Line Cinema,  France - Metropolitan Filmexport
- Genre : Drame
- Durée : 116 minutes
- Pays d'origine : États-Unis
- Langues originales : anglais et espagnol
- Budget : 36 millions $
- Format : Couleur - 1.85:1
- Dates de sortie[1] :
  -  États-Unis : 15 février 2002
  -  France : 6 mars 2002
  -  Belgique : 10 avril 2002

## Distribution
- Denzel Washington (VF : Greg Germain ; VQ : Jean-Luc Montminy) : John Quincy Archibald
- Robert Duvall (VF : Jacques Richard ; VQ : Hubert Fielden) : le lieutenant Frank Grimes
- James Woods (VF : Hervé Bellon ; VQ : Luis de Cespedes) : Dr Turner
- Anne Heche (VF : Céline Monsarrat ; VQ : Linda Roy) : Rebecca Payne
- Kimberly Elise (VF : Annie Milon ; VQ : Hélène Mondoux) : Denise Archibald
- Daniel E. Smith (VQ : Xavier Dolan) : Michael Archibald
- Shawn Hatosy (VF : Cyril Aubin ; VQ : François Godin) : Mitch Quigley
- Ray Liotta (VF : Bernard Alane ; VQ : Alain Zouvi) : Monroe
- Ethan Suplee (VF : Daniel Lafourcade) : Max Conlin
- Eddie Griffin (VQ : François L'Écuyer) : Lester Matthews/Le faux John Q
- Nas : lui-même
- Larry King : lui-même

Sources et légendes : Version française (VF) sur AlloDoublage et Version québécoise (VQ) sur Doublage Québec.

## Accueil

### Critiques
Sur le site Rotten Tomatoes, le film a reçu un taux d'approbation de 23 % basé sur les 131 critiques. Le site a obtenu un consensus : « La performance de Washington dépasse le contenu, mais John Q. frappe le public au dessus de la tête avec son message. »
Metacritic lui attribue une note de 30⁄100 sur la base de 33 critiques, indiquant « avis généralement défavorables. »

### Box-office
| Pays ou région | Box-office    | Date d'arrêt du box-office | Nombre de semaines |
| -------------- | ------------- | -------------------------- | ------------------ |
| États-Unis     | 71 756 802 $  | 2 mai 2002                 | 11                 |
| Total mondial  | 102 244 770 $ | -                          | -                  |